# Oreotragus oreotragus
Oreotragus oreotragus (кліпспрингер) — вид оленеподібних (Artiodactyla) ссавців з родини бикових (Bovidae). Ця невелика африканська тварина мешкає переважно в скелястих районах; вона чудово лазить і стрибає по скелях, здатна спритно і швидко пересуватися по складній кам'янистій місцевості.

## Морфологічна характеристика
Кліпспрингери вагою від 8 до 18 кг (середня вага самців: 10,6 кг; середня вага самиць: 13,2 кг). Загальна довжина кліпспрингерів становить від 75 до 115 см (середня довжина самців: 86,2 см; середня довжина самиць: 90,5 см). Висота кліпспрингера більш різноманітна, коливається від 43 до 51 см. Кліпспрингери — це кремезні тварини з короткою шиєю і тулубом і великими задніми кінцівками, які допомагають стрибати зі скелі на скелю. Вуха округлі та великі, а хвости малі. Будова копит унікальна, оскільки останні суглоби пальців обертаються, щоб кліпспрингери могли ходити на кінчиках копит. Ходьба зношує копита, надаючи їм циліндричну форму, яка підходить для способу життя на скелях. Кліпспрингери виділяють феромони зі своїх преорбітальних залоз, які є вузькими чорними щілинами в кутику очей. У самців пахучі залози розвинені сильніше, ніж у самиць. 
Як і в інших африканських антилоп, волосся кліпспрингера порожнисте та гладке, від 15 до 28 мм завдовжки. Колір кліпспрингера є результатом пігментованих кінчиків їхніх покривних волосків. Окремі волоски світлі біля основи і темніють до жовто-коричневого біля кінчиків. Загалом колір шерсті кліпспрингера залежить від походження. Нижня частина тіла, підборіддя та область навколо губ білі. Їхні хвости такого ж кольору, як верхня сторона тіла, але світліші знизу. Верхня частина голови темніша, а боки обличчя світліші. Задня частина вух рідко вкрита чорними волосками, тоді як внутрішня — рясно вкрита довгими білими волосками.
У ПАР роги мають лише самці, тоді як у східних регіонах Африки (Кенія та Танзанія) роги мають і самці, і самки одного підвиду (O. o. schillings). Останнє може бути результатом більшої конкурентної взаємодії на сході. Загалом роги — це короткі прямі шипи, які кільчасті лише біля основи. Роги починають рости через 4 місяці, виступають з верхньої частини голови через 5,5-6 місяців і досягають дорослого розміру через 17-18 місяців. Середня довжина рогу 10 см, рекордна довжина 16,2 см.

## Проживання
Вид живе у субсахарській Африці (Ангола, Ботсвана, Центральноафриканська Республіка, Демократична Республіка Конго, Джибуті, Еритрея, Есватіні, Ефіопія, Кенія, Малаві, Мозамбік, Намібія, Нігерія, Руанда, Сомалі, Південноафриканська Республіка, Південний Судан, Танзанія, Уганда, Замбія, Зімбабве; ймовірно вимер у Бурунді; наявність непевна у Лесото) на висотах до 4380 метрів. Кліпспрингери залежать від скелястої та гірської місцевості (кліпспрингер означає «стрибунець зі скелі» на африкаанс), трапляючись до 4380 м на Ефіопському нагір'ї. Рифтові долини та південноафриканські уступи забезпечують велике придатне середовище існування та є центральними для його поширення. Вони часто використовують більш плоскі ділянки чагарників, що прилягають до скель і скелястих виступів.

## Спосіб життя
Кліпспрингери харчуються в основному рано вранці та пізно вдень, а також протягом короткого періоду протягом дня. На годування вони витрачають від 15 до 41 відсотка свого дня. Один із членів групи (як правило, самець) стоїть і залишається пильним. Самиця ж веде групу від однієї зони годівлі до іншої, що, ймовірно, пов'язано з її вищими потребами в їжі. Вони вибірково споживають високопоживні рослини. У деяких випадках кліпспрингери встають на задні лапи, щоб дістатися до певних фруктів або квітів. Насправді фрукти та квіти складають приблизно дві третини дієт кліпспрингера. Однак, коли зима або сухі умови, кліпспрингери з'їдять більше листя, оскільки поживних рослин немає у великій кількості. Кліпспрингери споживають дуже мало води. Вони отримують більшу частину води з їжі або з роси. Кліпспрингери час від часу харчуються сукулентами з товстим м’ясистим листям або стеблами заради води, але не заради поживних речовин. Коли вода доступна, вони будуть пити з тимчасових басейнів, водойм і струмків. Відомі вороги: Panthera pardus, Caracal caracal, Crocuta crocuta, Canis lupaster, Canis simensis, Papio hamadryas, Aquila verreauxii, Aquila rapax, Polemaetus bellicosus.
Тварини живуть поодиноко, в моногамних парах чи сімейними групами з самцем, самицею та їхнім потомством. Середня чисельність групи 2.6 особини. Це територіальні тварини. Коли кліпспрингер вторгається на територію іншого кліпспрингера, самець проганяє зловмисника. Самці, які б'ються, опускають роги й стикаються головами, а самиці кусають і виривають шерсть одна в одної.
Самиці кліпспрингерів народжують одне потомство кожні 16 місяців. Сезон розмноження у них зазвичай відбувається між серпнем і вереснем, але також може змінюватися в залежності від місцевих умов. Термін вагітності близько 6 місяців. Одне дитинча народжується (вагою приблизно 1 кг) навесні або влітку в укритті скель і рослинності. Молоді тварини залишаються прихованими протягом перших 2–3 місяців після народження і вигодовуються молоком приблизно 3–4 місяці від пахових молочних залоз своїх матерів. Молодь відлучають через 4–5 місяців і досягають статевої зрілості через 7 місяців. Приблизно через 1 рік молодняк досягає дорослого розміру. Самці залишають свою групу раніше (приблизно через 6 місяців після народження), щоб заснувати нові території, тоді як самки можуть залишатися в групі до 10 або 11 місяців. Зафіксовано, що кліпспрінгер у неволі прожив до 17 років і 10 місяців. Немає записів про тривалість життя кліпспрінгерів, що зустрічаються в дикій природі..

## Використання
На вид полюють з метою м'яса та спорту.

## Загрози й охорона
Немає очевидних серйозних загроз для кліпспрингерів у більшості частин їхнього ареалу. Середовище їх існування не має великої цінності для людини, і вони зберігаються за межами охоронюваних територій у регіонах, де полювання не є інтенсивним. Невеликі ізольовані популяції в межах відносно невеликих ділянок скелястого середовища більш вразливі до полювання та конкуренції з боку кіз, і багато з цих популяцій були знищені в осілих регіонах.